# Geert de Jong
Geert de Jong (Diest, 8 juli 1951) is een Belgische toneel- en filmactrice. De Jong studeerde in 1972 af bij Studio Herman Teirlinck in Antwerpen. Van 1973 tot aan de opheffing in 2016 speelde ze bij Toneelgroep De Appel in Den Haag, waar ze sinds 2004 ook regisseerde. Bij De Appel speelde ze diverse rollen, onder meer die van het hoofdpersonage in Shakespeares De feeks in het seizoen 1978-1979. Ze won in 1986 een Gouden Kalf voor haar rol in de film 'Mama is boos!'.

## Filmografie
- Neem me mee - Susanne (2023)
- Nr.10 - Fischer (2021)
- Meisje van plezier - Patricia Welmers (televisieserie, 2017-2020)
- 'n Beetje Verliefd - Jacky (2006)
- Moeder van een moordenaar - Alda Verstappen-Pieters (1999)
- Baantjer; De Cock en de bittere moord - Eline de Geer (RTL 4, 07-11-1997)
- De Nieuwe Moeder - Marie (1996)
- Lisa - Moeder van Sam (1996)
- Bericht uit de bezemkast - Directrice (1995)
- Dag Juf, tot morgen - Moeder (1994)
- Lolamoviola: All Quiet (1994)
- Ha, die Pa! - Thea - (Afl. Collega's, 1993)
- Beck - De gesloten kamer - Roza Moreels (1993)
- Stroomopwaarts - Wendy (1991)
- Niemand mag dit weten (1991)
- Ava & Gabriel - Un historia di amor - Louise van Hansschot (1990)
- Mijn vader woont in Rio - An Voos (1989)
- Sandra - Marga (1988)
- Van geluk gesproken - Rosa Leroy (1987)
- Terug naar Oegstgeest - Moeder (1987)
- Mama is boos! - Danny Gisberts (1986)
- Adriaen - Lisbet (1986) (televisie-miniserie)
- Jacht op het verleden - Tine de Koning (1985)
- Bastille - Mieke de Wit (1984)
- Schatjes! - Danny Gisberts (1984)
- Schoppen Troef - Marie-Louise (afl. 8, 1984) (televisieserie)
- De vierde man - Ria (1983)
- Zeg 'ns Aaa - Joke (afl. 21 en 23, 1983)
- De weg naar Peruwelz (1983) (televisie-miniserie)
- Tatort - Mareike  (afl. Kuscheltiere, 1982)
- De Boezemvriend - Vrouw van de Kolonel (1982)
- Mensen zoals jij en ik - vriendin  (afl. Met de kinderen naar buiten, 1982)
- Moord voor beginners - Moeder (1982)
- De Fabriek - Fientje Berger (televisieserie, 1982)
- Kinderfeestje - Emma Vogelzang (1981)
- Hoge hakken, echte liefde - Mirabelle (1981)
- Het verboden bacchanaal - Mary van der Laan (1981)
- Tiro - Lilly Vieren (1979)
- Bassie & Adriaan: Het Geheim van de Sleutel - Vrouw in reisbureau (1978)
- Tatuaje - Geert de Jong (1978)
- Pastorale 1943 - Mies Evertse (1978)
- Norma - Showbizz Danseres (1977)
- Rooie Sien - Angelique (1975)
- Amsterdam 700 - Maria (1975)
- Centraal Station - Animeermeisje (afl. Maandag de 19e, 1974)
- Harlekijn, kies je meester (1973)
- Elckerlyc (1972)